# Tramvajová doprava v Kryvém Rihu
Tramvajová doprava v Kryvém Rihu je síť tramvajové dopravy v ukrajinském městě Kryvyj Rih. Rozchod kolejí činí 1524 mm. Součástí sítě je také částečně podzemní rychlodráha. K dispozici jsou dvě vozovny, z toho jedna na rychlodráze. V roce 2017 bylo v provozu 21 linek, z toho 4 linky rychlodrážní.
Výstavba první trati elektrické tramvaje o délce 5,8 km probíhala v letech 1933–1934, zprovozněna byla 2. ledna 1935. V následujících desetiletích probíhal postupný rozvoj, roku 1990 bylo ve městě 20 linek, na kterých jezdilo 153 tramvají.  Od roku 1986 byla stavěna částečně podzemní tramvajová rychlodráha, která byla zcela nezávislá na pouličních tramvajích. Síť městských tramvají byla s rychlodráhou propojena v roce 2012.